# Giaura repletana
Giaura repletana är en fjärilsart som beskrevs av Walker 1863. Giaura repletana ingår i släktet Giaura och familjen trågspinnare. Inga underarter finns listade i Catalogue of Life.